# Star bene
Star bene è stato un rotocalco televisivo dedicato al mondo della salute e del benessere, in onda su Rai 2 dal 14 maggio al 18 giugno 2022.

## Il programma
Il programma è incentrato sui corretti stili di vita che garantiscono un buon equilibrio psico-fisico. La trattazione dei vari argomenti parte da testimonianze di persone comuni nonché di personaggi famosi. Tra i temi affrontati: diete, pratiche rilassanti come lo yoga e trattamenti estetici.
Il dibattito prevede l’intervento di professionisti di settore.
Ogni puntata ha un tema diverso: sorriso, equilibrio, amore, felicità, coraggio e passione.

## Edizioni
| Edizione | Anno | Conduzione   | Periodo        | Periodo        | Puntate | Studio |
| Edizione | Anno | Conduzione   | Inizio         | Fine           | Puntate | Studio |
| -------- | ---- | ------------ | -------------- | -------------- | ------- | ------ |
| 1ª       | 2022 | Livio Beshir | 14 maggio 2022 | 18 giugno 2022 | 6       | Roma   |